# Foro ovale (sfenoide)
Il foro ovale nell'osso sfenoide è un foro che mette in comunicazione la fossa cranica media con la fossa infratemporale. Il foro ovale dà passaggio al nervo mandibolare, ovvero la III branca del V paio di nervi cranici e all'arteria meningea accessoria , collaterale a sua volta dell'arteria mascellare interna o talvolta dell'arteria meningea media.

## Localizzazione
L'osso sfenoide è un osso mediano che contribuisce a formare le fosse craniche e quelle esocraniche. Ha un corpo centrale cubico e due paia di ali laterali, piccole quelle superiori e grandi quelle latero postero inferiori.
Il foro ovale è il secondo di tre fori che cribrano la base delle grandi ali in senso anteroposteriore e medialelaterale.
Pochi millimetri al di sotto si trova il ganglio otico, stazione parasimpatica.